# Flügelwegbrücke
Die  Flügelwegbrücke  ist die siebente Brücke Dresdens über die Elbe. Die 285 m lange Balkenbrücke wurde zwischen 1929 und 1930 zum ersten Mal gebaut und verbindet als Teil des Äußeren Stadtrings die rechtselbischen nördlichen Stadtteile Trachau, Pieschen und Mickten mit den gegenüberliegenden Stadtteilen Löbtau und Cotta.

## Geschichte

### Brückenname
Eingeweiht wurde die Brücke am 1. Oktober 1930 unter dem Namen Kaditzer Brücke. Meist wurde allerdings von der Flügelwegbrücke gesprochen, da die Verlängerung des Flügelweges zu der Brücke führt. 1984 wurde die Brücke nach dem ehemaligen KPD-Funktionär in Rudolf Renner-Brücke umbenannt, bevor 1994 als offizieller Name Flügelwegbrücke eingeführt wurde.

### Alte Brückenkonstruktion

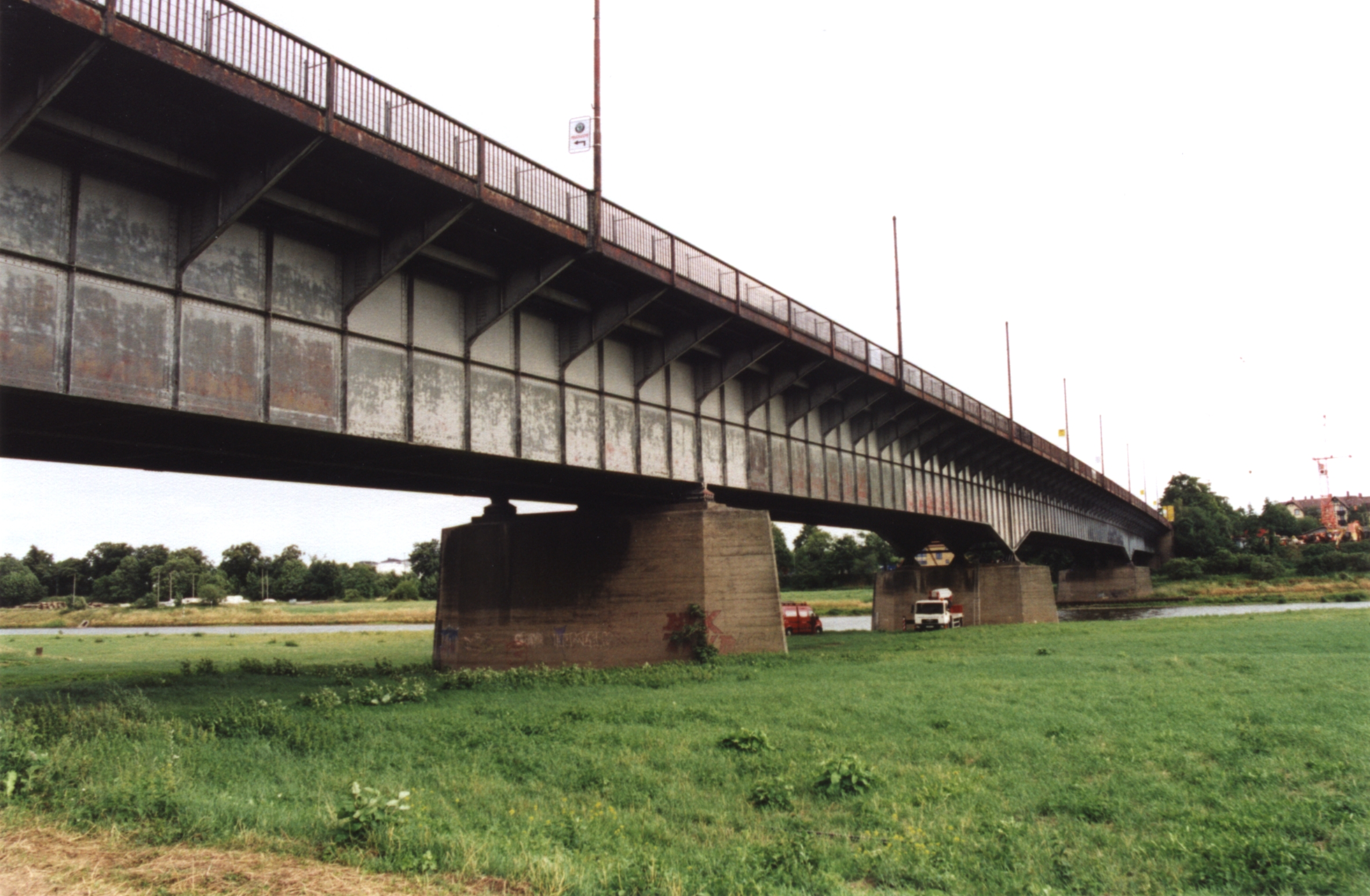
Brückenkonstruktion von 1930

Die erste Konstruktion war eine vierfeldrige Balkenbrücke aus Stahl mit den Stützweiten 65 m + 115 m + 65 m + 40 m. Diese hatte in Längsrichtung drei 5,5 m hohe genietete Vollwandträger, welche über den Strompfeilern auf eine Höhe von 7,4 m angevoutet waren. Die Gesamtkosten wurden mit 2,3 Millionen Mark angegeben. Die Brückenkonstruktion war so ausgelegt, dass auf jeder Seite noch ein Hauptträger angefügt werden konnte, um im Brückenquerschnitt eine Untergrundbahn überführen zu können. Die Widerlager waren dafür schon hergestellt worden. Aufgrund unzureichender Tragfähigkeit und als Engpass des äußeren Stadtringes West musste die Brücke Anfang des 21. Jahrhunderts ausgetauscht werden.

## Neubau

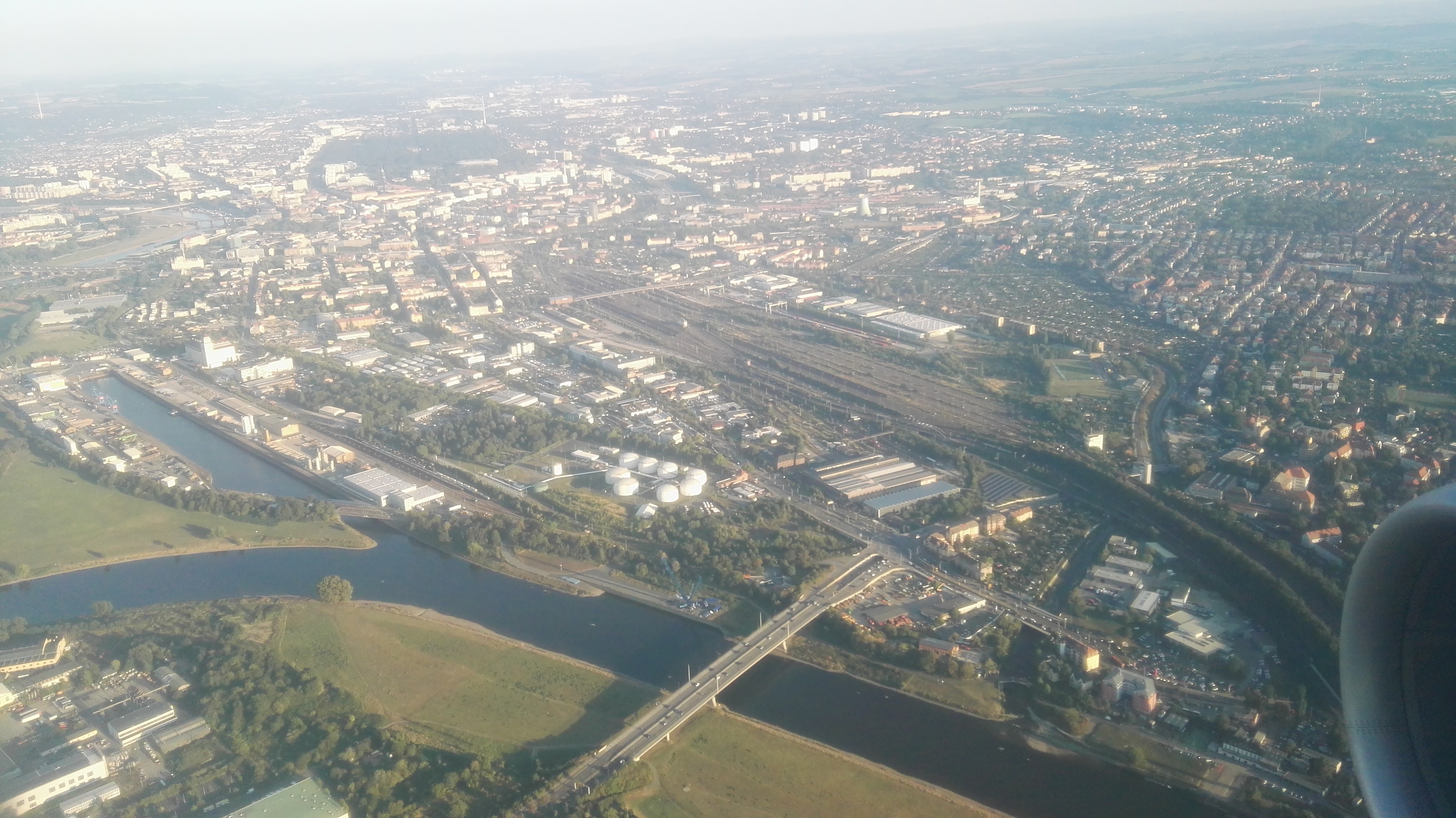
Flügelwegbrücke aus der Luft, links mittig der Alberthafen Dresden-Friedrichstadt

Die neue Brücke wurde als Stahlverbundkonstruktion mit zwei getrennten Überbauten für je drei Fahrspuren sowie einen Gehweg und einen Radweg zwischen den Jahren 2001 und 2004 gebaut. Die Gesamtbaukosten (einschließlich Straßenbau) betrugen etwa 17 Millionen Euro.

### Gründung und Unterbauten
Die alten Fundamente der drei Pfeiler wurden durch Verpresspfähle verstärkt und auf diesen neue Pfeiler aufgebaut. Die vorhandenen Widerlager wurden umgebaut und verstärkt.

### Überbauten
Die Überbauten der Stahlverbundbrücke haben einen unten 5,25 m breiten Stahltrog und eine mit Kopfbolzendübeln verbundene 15,5 m breite, in Querrichtung gevoutete, Stahlbetonfahrbahnplatte. Über den zwei Strompfeilern haben die Stahlhohlkästen eine maximale Querschnittshöhe von 5,5 m und sind in Längsrichtung mit einer Höhe in Feldmitte von 4,0 m gevoutet ausgebildet. Die Stützweiten der vierfeldrigen Überbauten betragen unverändert 65 m + 115 m + 65 m + 40 m.

### Bauausführung
Während der Bauzeit mussten immer drei Fahrspuren sowie ein Rad- und Gehweg benutzbar sein. Dies führte zu folgendem Bauablauf. Zuerst wurde der östliche Überbau neben der alten Brücke auf provisorischen Unterbauten hergestellt und anschließend der Verkehr über diesen geleitet. Anschließend wurden der alte Überbau sowie die Pfeiler und Teile der Widerlager abgebrochen. Im dritten Schritt wurden die neuen Unterbauten und der westliche Überbau errichtet. Nach der Verlegung des Verkehrs auf den westlichen Überbau konnten schließlich der östliche Überbau durch Querverschub in seine endgültige Lage gebracht und die provisorischen Unterbauten abgebrochen werden.
Die Montage des Überbaus erfolgte im Vorlandbereich auf Hilfsgerüsten mit einem oder zwei Autokränen, das 86 m lange Mittelstück mit einem Gewicht von 376 Tonnen wurde im Hafen aus drei Schüssen zusammenschweißt, per Schiff angeliefert und mit Litzenhebern eingehoben. Abschließend wurde die Stahlbetonfahrbahnplatte mit einem Schalwagen abschnittsweise hergestellt, wobei zuerst die Fahrbahnplatte in den Feldmitten hergestellt wurde und anschließend die Lücken über den Stützbereichen.

### Verkehrsbelastung
- 2009: 42.500 Kfz/24h[2]
- 2015: 44.400 Kfz/24h[3]
- 2016: 45.900 Kfz/24h[4]

## Trivia
Am Morgen des 28. Januar 2012 stieß ein tschechisches Frachtschiff beim Auslaufen aus dem nahe gelegenen Alberthafen gegen ein Pfeilerfundament der Brücke und lief davor auf Grund. Das Schiff konnte bereits am 29. Januar 2012 mit mehreren Schlepp- und Stromschubschiffen sowie weiterem schweren Gerät geborgen werden.